# Unidad de análisis
La unidad de análisis es la entidad principal que se está analizando en un estudio. Es el "qué" se está estudiando o a "quién" se está estudiando. En la investigación de las ciencias sociales, las unidades típicas de análisis incluyen individuos (más comunes), grupos, organizaciones sociales y artefactos sociales. 
La literatura de relaciones internacionales proporciona un buen ejemplo de unidades de sistema de análisis. 
Esto no debe confundirse con la unidad de observación, que es la unidad descrita por los datos de uno (vecindarios que usan el censo de los EE. UU., individuos que usan encuestas, etc.).  Por ejemplo, un estudio puede tener una unidad de observación a nivel individual pero puede tener la unidad de análisis a nivel de vecindario, extrayendo conclusiones sobre las características de vecindario a partir de datos recopilados de individuos. 